# Kamendol
Kamendol (Servisch cyrillisch Камендол) is een plaats in de Servische gemeente Grocka. De plaats telt 1067 inwoners (2002).